# Conflito fronteiriço etíope-eritreu
O conflito fronteiriço etíope-eritreu referiu-se a um impasse violento contínuo entre a Eritreia e a Etiópia como parte da violência no Chifre da África, incluindo conflitos esporádicos de seus militares em consonância com a Segunda Insurreição Afar. O conflito fronteiriço teve inicio com a Guerra Eritreia-Etiópia de 1998-2000 e incluiu vários confrontos com numerosas vítimas, tais como os confrontos em Tserona de 2016.
A Etiópia finalmente declarou em 2018 que cederia Badme à Eritreia, o que efetivamente acabou com o conflito de vinte anos. Os dois países encerraram formalmente o conflito com a Cimeira Eritreia-Etiópia de 2018, em 9 de julho de 2018, assinando um acordo conjunto para retomar relações diplomáticas pacíficas.

## Antecedentes
A Eritreia alcançou a independência da Etiópia em 1993, após uma longa luta armada. Os dois países guerrearam novamente em 1998-2000 pelo território disputado de Badme, com uma estimativa de 70.000 a 80.000 mortos.

## Cronologia
1998–2000
2010
2012
Em 2012, a Etiópia lançou uma ofensiva no território mantido pelos eritreus, com várias pessoas mortas e outras capturadas, quando três campos foram atacados de acordo com um oficial de defesa. Várias semanas antes da ofensiva, a Etiópia culpou a Eritreia por apoiar os rebeldes etíopes, que realizaram uma incursão em janeiro de 2012 no norte da Região de Afar, que matou cinco turistas ocidentais.
2016
Em junho de 2016, a Eritreia afirmou que 200 soldados etíopes foram mortos e 300 feridos em uma batalha em Tsorona.